# Владимир Прелог
Владимир Прелог (23. јул 1906 — 7. јануар 1998) био je швајцарски хемичар југословенског порекла. Већину живота је провео научно ангажован у Хрватској, Чехословачкој и Швајцарској. Пионир је стереохемијских истраживања и добитник Нобелове награде за хемију.

## Биографија

### Ране године
Прелог је рођен 23. јула 1906. у Сарајеву, тада још увек делу Аустроугарске. Међутим, у Босни је живео веома кратко и већ 1915. са почетком Првог светског рата, Прелог се са породицом сели у Загреб, где је завршио гимназију. Студије хемије уписао је 1924. године на Институту за технологију у Прагу које је успешно завршио 1929. Убрзо је и докторирао код професора Емила Воточека. Међутим, по Прелоговом сопственом сведочењу, економска криза која је уследила почетком 30-их онемогућила му је да добије академско место на Институту те је био присиљен да се издржава радећи у омањој фабрици на производњи ретких хемикалија. У Чехословачкој се и оженио 1933. супругом Камилом.

### Рад у Загребу
Године 1935. добивши понуду да постане предавач на Техничком факултету Универзитета у Загребу, Прелог се враћа у Хрватску и са овим периодом почиње његово озбиљније ангажовање на научном раду. Прелогов фокус интересовања била је органска хемија али и њене потенцијалне примене у фармацији. Захваљујући овоме, осим предавачких активности на предметима органске хемије и хемијског инжињеринга, Прелог је успео да око себе окупи омању групу младих ентузијаста сарадника који су под покровитељством мале фармацеутске куће Каштела (данашња Плива) радили на потенцијалним применама кинина. Производ овог успешног партнерства била је производња стрептазола, једног од првих комерцијално произвођених сулфонамида. За време Прелоговог рада у Загребу, степен развитка хемије у Хрватској био је на нивоу великих истраживачких центара у Европи.
Почетком Другог светског рата, присуство нацизма у Хрватској и ширење усташких идеја, учинило је да се Прелог више није осећао добродошлим у Хрватској и на позив прво Рихарда Куна, а затим и Леополда Ружичке, Прелог 1941. прелази да ради у Цирих. Прелог је осећао велику блискост са Швајцарском где ће провести највећи део остатка свог живота.

### Период у Цириху
Прелог је нека од својих најсјајнијих достигнућа у хемији постигао радећи на Швајцарском савезном технолошком институту. Веома брзо је напредовао кроз академске кругове, и убрзо је био изабран у звање редовног професора. Блиско је сарађивао са Ружичком, кога је сматрао својим највећим учитељем (иако му он никада није стварно био ментор) и у каснијем животу великим пријатељем, али и са низом других научника. Након пензионисања Ружичке, 1957. Прелог долази на место шефа катедре са органску хемију што му је отворило још веће истраживачке могућности. Године 1959. узео је швајцарско држављанство и постао натурализовани грађанин ове државе. До краја живота је живео у Швајцарској али је одржавао и слабе везе са Хрватском. Постао је почасни члан Хрватске академија наука и уметности 1986. Прелог је преминуо 7. јануара 1998. у 92. години живота у Цириху, а његов пепео је 27. септембра 2001. пренесен на загребачко гробље Мирогој.

### Питање националне припадности
Рођен у данашњој Босни, провео велики део живота у Хрватској чији је језик и говорио, постао је натурализовани Швајцарац мада никада у потпуности није савладао швајцарски немачки, у годинама након Прелогове смрти питање његовог националног идентитета је постало контроверзна тема. Сам Прелог никада није полагао превише пажње на питање нација, био је мултикултурална, атеистична особа, и још у периоду док је имао југословенско држављанство, себе је сматрао швајцарским патриотом. У аутобиографији коју је написао за потребе Нобелове фондације, Прелог је себе декларисао „грађанином света“, што најбоље показује његов однос према датом питању. Прелог је, осим тога, био и веома пацифистична особа, водио је повучен живот, није био склон сукобима било каквог типа и ретко се позивао на ауторитет.

## Доприноси хемији
Централна тачка Прелоговог истраживања била су органска једињења, подједнако она природног порекла као и она која је било могуће потенцијално синтетисати. Значајно место у његовом истраживању играле су стереохемијске особине органских једињења, и овај део његовог рада био је један од најзначајнијих помака на овом пољу. Први је успешно синтетисао адамантан. За време рада у Цириху почиње интензивирање његовог рада на хетероцикличним једињењима, алкалоидима, проучавању структуре антибиотика и стереохемије ензимских реакција. Његова истраживања су за резултат имала дефинисање релативно тачних односа између конформација реактаната и производа стереоспецифичних реакција.
Један од великих доприноса стереохемији била је формулација тзв. CIP правила (Cahn-Ingold-Prelog), која су омогућила потпуно описивање просторног облика неког органског једињења. У дубокој старости наставио је са путовањима и предавањима. Био је, по сведочењима, изузетан предавач и ментор генерацијама хемичара.

## Нобелова награда
Прелог је 1975. добио Нобелову награду „за истраживање стереохемије органских молекула и реакција“ коју је поделио са британцем Џоном Корнфортом који се бавио стереохемијом ензимских реакција. Био је други Југословен који је добио Нобелову награду, 14 година након Ива Андрића, међутим награда се рачуна као швајцарска а не југословенска због Прелоговог швајцарског држављанства.